# Improvizija
Improvizija je gledališko-glasbeni dogodek, ki v improvizacijskem šovu parodira izbor evrovizijske popevke. Od leta 2002 jo v dvorani KUDa France Prešeren v Ljubljani z velikim uspehom prireja skupina Narobov.

## Ideja
Improvizija je zasnovana kot parada pompoznosti in kiča, v kateri se stilsko različne glasbene zasedbe potegujejo za naslov zmagovalca Improvizije. V večeru se zvrstijo najrazličnejše zvrsti, od hip-hop dueta prek dalmatinskega šlagerja in popularnega štiklca iz 80' pa do turbo-narodnozabavnega ansambla. Besedila pesmi in melodija so prepuščeni improvizaciji pevcev oziroma igralcev in glasbenikov oziroma orkestra. Dogodek povezuje glamurozen in kičast voditeljski par - prav kakor na Evroviziji, le da duhovito brez narekovajev. Tudi zmagovalca Improvizije izbere občinstvo - s »televotingom« in javljanji iz regij Evrope.
Toda Improvizija ne oponaša le Evrovizije, ampak celoten svet šovbiznisa, reflektorjev, make-upa in glamurja. Popoln učinek dogodka je dosežen zaradi kontrastne lokacije: odra KUDa France Prešeren, centra alternativne kulture.

## Ustvarjalci
Pevska in glasbena zasedba se vsako leto spreminjata. V stalnem naboru so igralci Narobova: Maja Dekleva, Dražen Dragojević, Alenka Marinič, Tomaž Lapajne, Gregor Moder in Sonja Vilč. V letu 2006 so se jim pridružili še Ana Hočevar, Ana Marija Mitić in Juš Milčinski.
Med ustvarjalci glasbe za Improvizijo so se doslej zvrstili med drugim Andrej Težak, Jure Karas (iz kvarteta Slon in sadež), v letu 2006 pa Gal Gjurin z delom Galeristov (Gal in galeristi).